# Polianka
Polianka község Szlovákiában, a Trencséni kerületben, a Miavai járásban.

## Fekvése
Miavától 3 km-re délkeletre található.

## Története
A trianoni békeszerződésig területe Nyitra vármegye Miavai járásához tartozott.
A települést 1955-ben alakították ki Miava külterületéből.

## Népessége
| Év:            | 1994. | 2004.    | 2014.   | 2024.   |
| -------------- | ----- | -------- | ------- | ------- |
| Emberek száma: | 401   | 356      | 384     | 396     |
| Eltérés:       |       | -11,22 % | +7,86 % | +3,12 % |

| Év:            | 2023. | 2024.   |
| -------------- | ----- | ------- |
| Emberek száma: | 404   | 396     |
| Eltérés:       |       | -1,98 % |

2001-ben 363 lakosából 356 szlovák volt.
2011-ben 375 lakosából 350 szlovák.

## Külső hivatkozások
- Községinfó
- Polianka Szlovákia térképén
- E-obce.sk Archiválva 2009. július 24-i dátummal a Wayback Machine-ben